# Danh sách phim điện ảnh Hàn Quốc năm 1948
Đây là danh sách phim được sản xuất ở Hàn Quốc vào năm 1948. Cho những bộ phim phát hành trước tháng 8 năm 1948.
| Phát hành   | Tiêu đề tiếng Anh                 | Tiêu đề tiếng Hàn | Đạo diễn       | Diễn viên    | Thể loại             | Ghi chú |
| ----------- | --------------------------------- | ----------------- | -------------- | ------------ | -------------------- | ------- |
| 1948        |                                   |                   |                |              |                      |         |
| 11 tháng 2  | The Night before Independence Day | 독립전야          | Choi In-gyu    | Kim Shin-jae | Chính kịch, tội phạm | [ 1 ]   |
| 9 tháng 8   | Su-u                              | 수우              | Ahn Jong-hwa   |              | Phim truyền hình     | [ 2 ]   |
| 20 tháng 8  | Dance of Jang Chu-Hwa             | 장추화 무용       | Choi In-kyu    |              | Phim tài liệu        | [ 3 ]   |
| 25 tháng 9  | The Class of Love                 | 사랑의 교실       | Kim Seong-min  |              | Phim truyền hình     | [ 4 ]   |
| 9 tháng 10  | The Dawn                          | 여명              | An Jin-sang    |              | Hành động, tội phạm  | [ 5 ]   |
| 15 tháng 11 | The Town of Hope                  | 희망의 마을       | Choi In-kyu    |              | Giáo dục             | [ 6 ]   |
| 15 tháng 11 | Yeosu-Suncheon Rebellion          | 여수순천 반란사건 |                |              | Tài liệu             | [ 7 ]   |
| 21 tháng 11 | A Sea Gull                        | 갈매기            | Lee Gyu-hwan   |              | Phim truyền hình     | [ 8 ]   |
| 28 tháng 11 | Metropolis                        | 대도시            | Lee Jin        |              | Nhạc kịch xưa        | [ 9 ]   |
|             | An Interrupted Route              | 끊어진 항로       | Lee Man-heung  |              | Phim truyền hình     | [ 10 ]  |
|             | The Rose of Sharon                | 무궁화 동산       | An Cheol-yeong |              | Phim tài liệu        | [ 11 ]  |